# Gatunek wszędobylski
Gatunek wszędobylski (g. ubikwistyczny, ubikwist od łac. ubique - wszędzie, wszędobylski) – gatunek o niewielkich wymaganiach środowiskowych, mało wyspecjalizowany i występujący w najrozmaitszych środowiskach. 

## Gatunek ubikwistyczny a eurytopowy
Dla całkowicie ubikwistycznego gatunku gęstość populacji będzie niezależna od zamieszkiwanego środowiska - gatunek nie reaguje znacznie na duże zróżnicowanie (heterogeniczność) środowiska. Przykładem takiego gatunku jest fletnik szary (Colluricincla harmonica), którego gęstość populacji wśród ptaków osiadłych w stanie Wiktoria (Australia), nie zmieniała się znacznie w żadnym z 5 badanych środowisk. Jest więc to gatunek zdecydowanie ubikwistyczny. 
Także szerokie rozmieszczenie ma rozella białolica (Platycercus eximius) – jednak tu w trakcie badań populacja była zmienna, najmniejsza w środowisku górskim, nieco większa w zadrzewieniach Eucalyptus viminalis, zaś największa w roślinności na brzegach rzek (ang. riparian habitat). Rozella białolica jest przykładem eurybiontu - w odróżnieniu od gatunku ubikwistycznego, populacja eurybiontów mimo szerokiego zakresu tolerowanych środowisk jest wyraźnie zmienna między nimi.